# Miguel Indurain
Miguel Indurain  (n. 16 iulie 1964, Villava⁠(d), Navarra, Spania) este un fost campion spaniol la ciclism. Indurain a câștigat de 5 ori Turul Franței, de două ori Giro d’Italia,  medalia de aur la Jocurile Olimpice de la Atlanta 1996 și Campionatul Mondial la ciclism individual din 1995. El este considerat ca unul dintre cei mai buni cicliști din lume, punctului lui tare era la individual la urcare în pantă.

## Vezi și
- Lista campionilor mondiali la ciclism rutier

## Legături externe
- Palmarès Arhivat în 11 martie 2011, la Wayback Machine.
- Homepage von Miguel Indurain (span.) Arhivat în 11 octombrie 2011, la Wayback Machine.
- Fundacion Miguel Induráin
- en Miguel Indurain la Olympedia.org
- Fotografii cu Miguel Indurain